# كيلي موتو

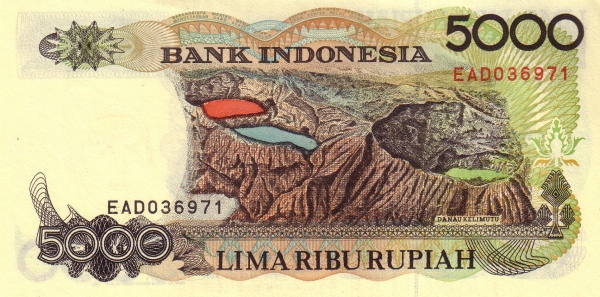
ظهرت كيلي موتو على ورقة نقدية بقيمة 5000 روبية.

كيلي موتو (بالإنجليزية: Kelimutu)‏ هو بركان بالقرب من بلدة موني الصغيرة في وسط جزيرة فلوريس في إندونيسيا. البركان حوالي 50 كم إلى الشرق من مدينة إندي، إندونيسيا، عاصمة منطقة إنده في مقاطعة نوسا تينجارا الشرقية . يحتوي الجبل على ثلاث بحيرات فوهة بركانية تختلف في اللون.
علم بحيرات كيلي موتو معروف نسبيًا. تتغير ألوان البحيرة بشكل دوري بسبب التعديلات في حالة تقليل أكسدة سائل كل بحيرة، وأيضًا بالنظر في وفرة العناصر الرئيسية المختلفة، مثل الحديد والمنغنيز. تعتمد حالة تقليل الأكسدة على توازن مدخلات الغاز البركاني ومعدل هطول الأمطار، ويعتقد أنه يتم بوساطة نظام المياه الجوفية في البركان نفسه. تتغير الألوان في البحيرات بشكل مستقل عن بعضها البعض، حيث أن لكل منها اتصالها الفريد مع نشاط البركان الأساسي. بين يناير ونوفمبر 2016، تغيرت ألوان الفوهات ست مرات. على الرغم من أنه يعتقد على نطاق واسع أن التغييرات لا يمكن التنبؤ بها، إلا أنه من الأكثر دقة أن نقول أن عدم وجود أي مراقبة منتظمة للنظام البركاني يمنع العلماء من الحصول على البيانات اللازمة لدفع النماذج التنبؤية المتاحة على نطاق واسع.

## التفاصيل الجيولوجية
يحتوي البركان على ثلاث بحيرات فوهة قمة مذهلة بألوان مختلفة. Tiwu Ata Bupu (بحيرة كبار السن) زرقاء اللون وهي تقع في أقصى الغرب من البحيرات الثلاث. يتم فصل البحيرتين الأخريين، Tiwu Ko'o Fai Nuwa Muri (بحيرة الشباب) و Tiwu Ata Polo (بحيرة ساحرة أو مسحورة) بجدار فوهة مشتركة وعادة ما تكون خضراء أو حمراء على التوالي. تختلف ألوان البحيرة على أساس دوري. تحت مائية منافذ بركانية هي السبب المحتمل لنشط الموجات المتقلبة التي تحدث في بحيرتين الشرقية.
كانت البحيرات مصدرا للانفجارات الخلقية البسيطة في التاريخ التاريخي. يبلغ طول قمة مركب بركان كيلي موتو الذي يبلغ ارتفاعه 1639 مترًا كيلومترين في اتجاه WNW-ESE؛ تقع المخاريط القديمة كيليدو وكليبارا على التوالي على بعد ثلاثة كيلومترات إلى الشمال وكيلومترين إلى الجنوب. تعتبر البحيرات الخلابة وجهة سياحية شهيرة.
تعتبر كيلي موتو ذات أهمية أيضًا للجيولوجيين لأن البحيرات الثلاث لها ألوان مختلفة حتى الآن في قمة نفس البركان. وفقًا لمسؤولي حديقة كيلي موتو الوطنية، فإن اللون يتغير نتيجة التفاعلات الكيميائية الناتجة عن المعادن الموجودة في البحيرة ربما يكون سببها نشاط غاز البركان. ومع ذلك، فمن الأكثر دقة الإشارة إلى تغيرات اللون على أنها مدفوعة بالديناميكيات الكيميائية التي تقلل الأكسدة. بحيرة كواه بوتيه في جاوة الغربية، جنوب باندونغ، هي بحيرة فوهة أخرى في إندونيسيا مع بعض التشابه مع البحيرات في كيلي موتو.

## السياحة
في الأيام الأولى من تطوير الحديقة الوطنية المحلية في منطقة كيلي موتو، كانت هناك بعض الخلافات مع المجتمعات المحلية حول استخدام الموارد. في الآونة الأخيرة، عمل حراس الغابات على تطوير علاقات أفضل مع المجتمعات القروية المجاورة وتحسنت الإدارة العامة.
كيلي موتو هو أحد الجبال المدرجة على أنها ريبو في إندونيسيا وهي جبال في إندونيسيا يبلغ ارتفاعها أكثر من 1000 متر.
يقال أن المنطقة قد بدأت في جذب الانتباه بعد أن لاحظها قائد عسكري هولندي إقليمي، فان فان سوشيتلين في عام 1915 وأصبحت أكثر شهرة بعد أن كتب واي بومان عن الموقع في عام 1929.
أقرب المطارات هي موميري وإندي. هناك رحلات منتظمة إلى إندي من بالي. تستغرق المسافة من إندي إلى موني، البلدة الموجودة في قاعدة كيلي موتو حيث تتوفر أماكن الإقامة، حوالي 3 ساعات، بينما تستغرق المسافة من موني إلى كيلي موتو بالسيارة، التي تبعد 13 كيلومترًا، 45 دقيقة. عادة ينام السائحون ليلة واحدة للقبض على شروق الشمس في كيلي موتو.

## معرض الصور

منظر بانورامي للبحيرات الثلاث في كيليموتو ، من اليسار إلى اليمين: Tiwu Ko'o Fai Nuwa Muri ، Tiwu Ata Polo (خلف Tiwu Ko'o Fai Nuwa Muri) ، و Tiwu Ata Bupu (البحيرة السوداء في أقصى اليمين)
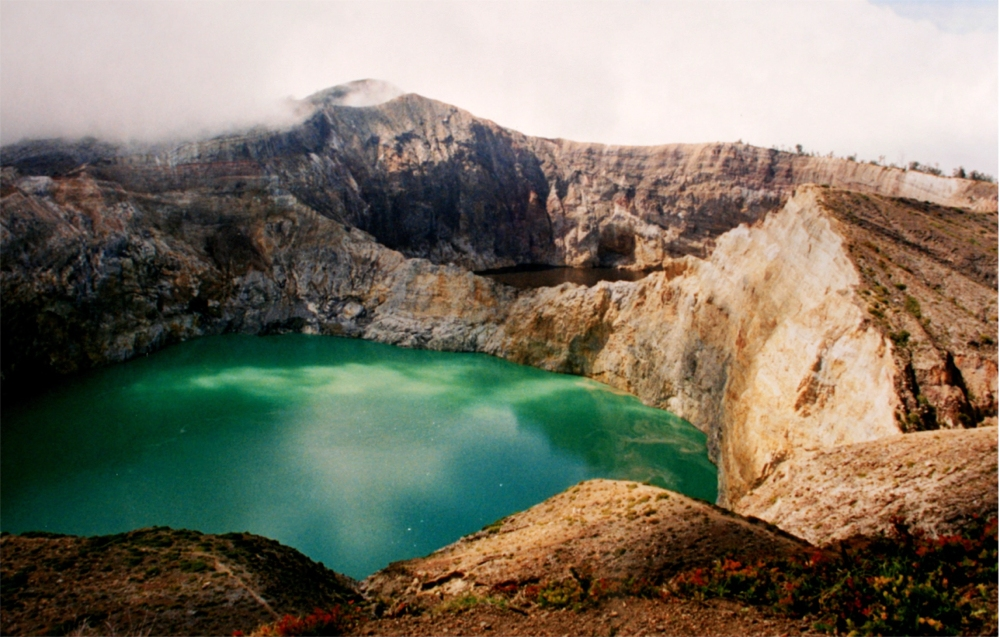
البحرتان التوأم لتيوو كوو فاي نوا موري (بحيرة الشبان والعذراء) وتيو أتا بولو (بحيرة ساحرة أو مسحورة)
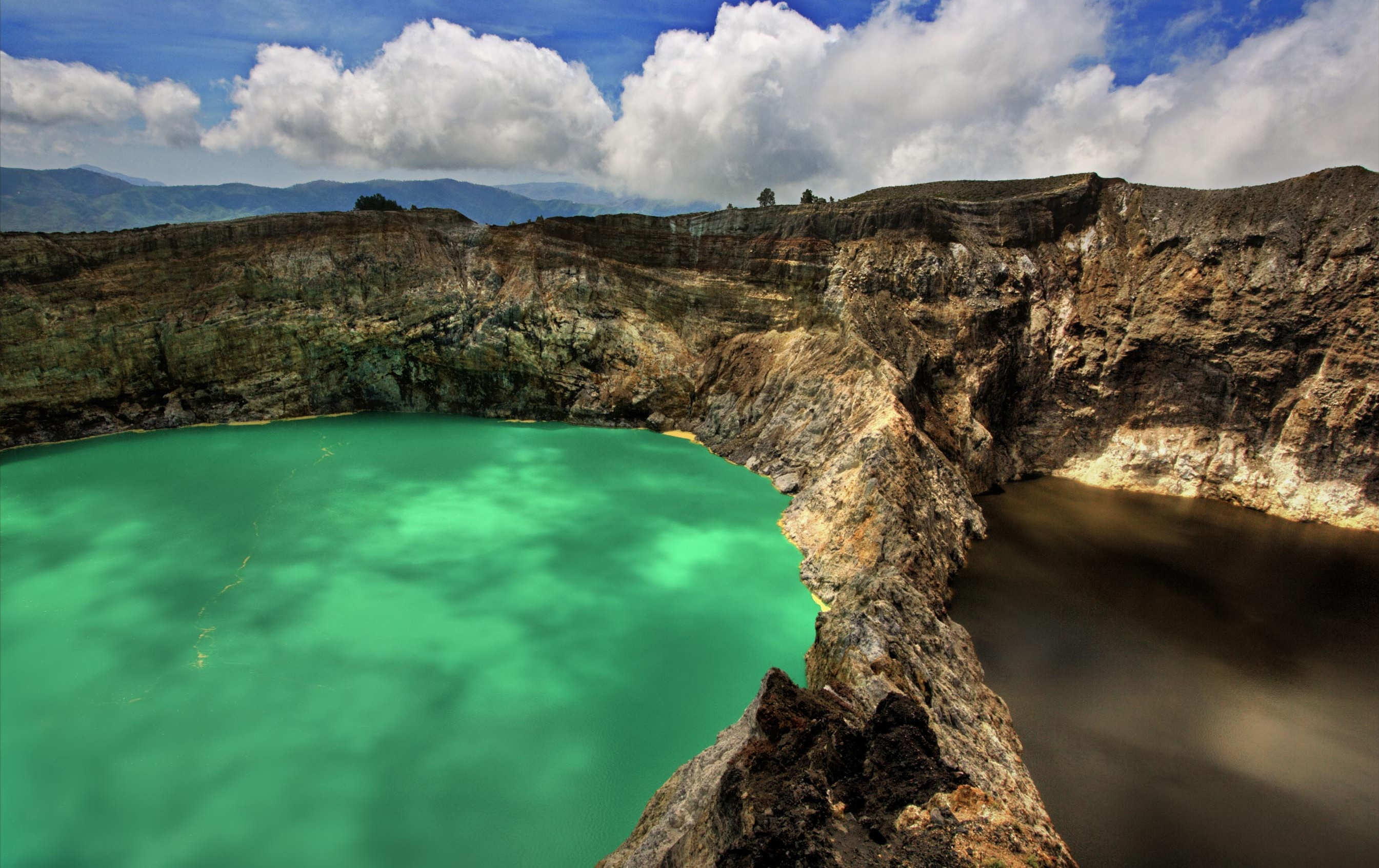
Tiwu Ko'o Fai Nuwa Muri و Tiwu Ata Polo
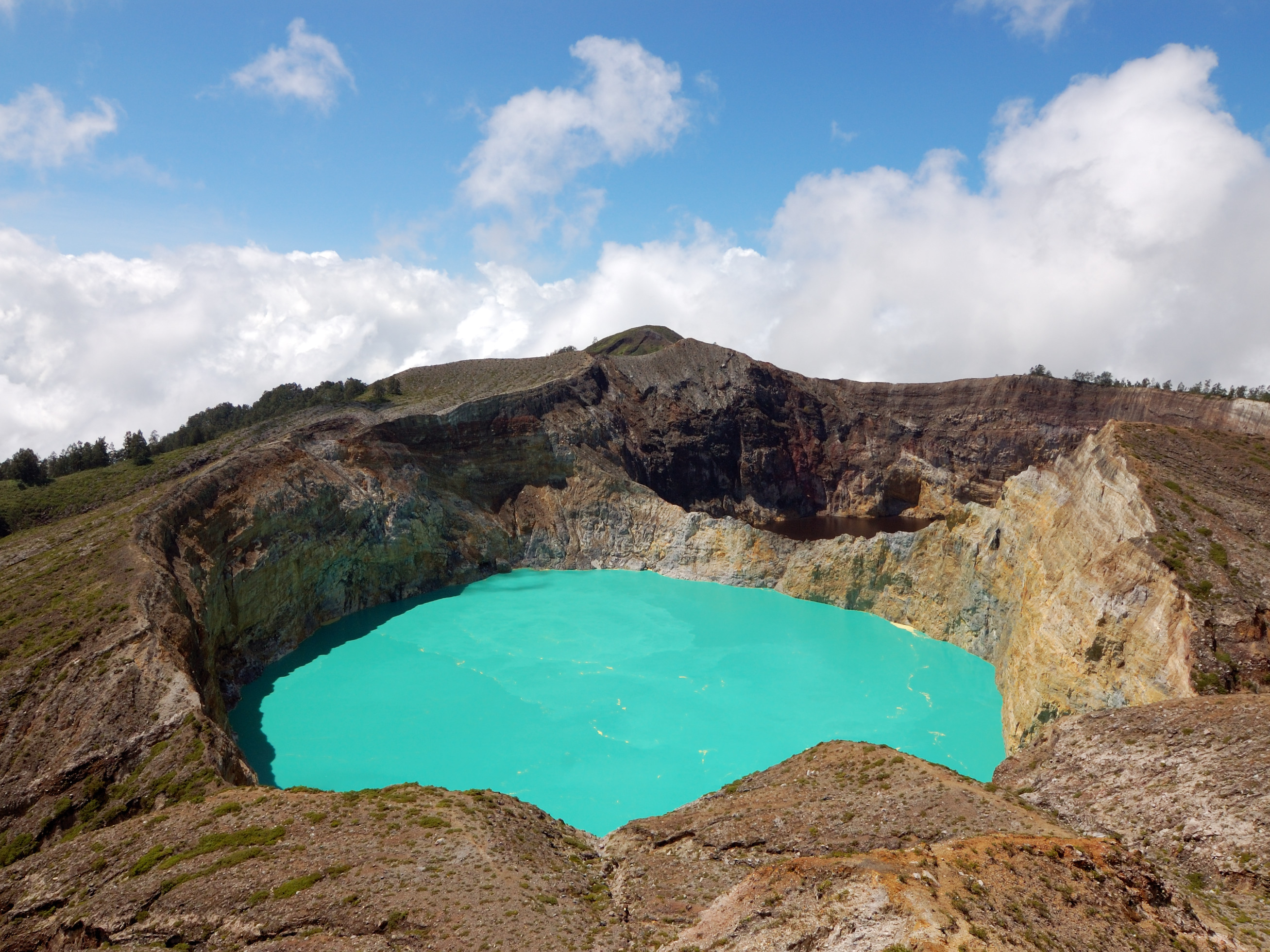
Tiwu Ko'o Fai Nuwa Muri و Tiwu Ata Polo
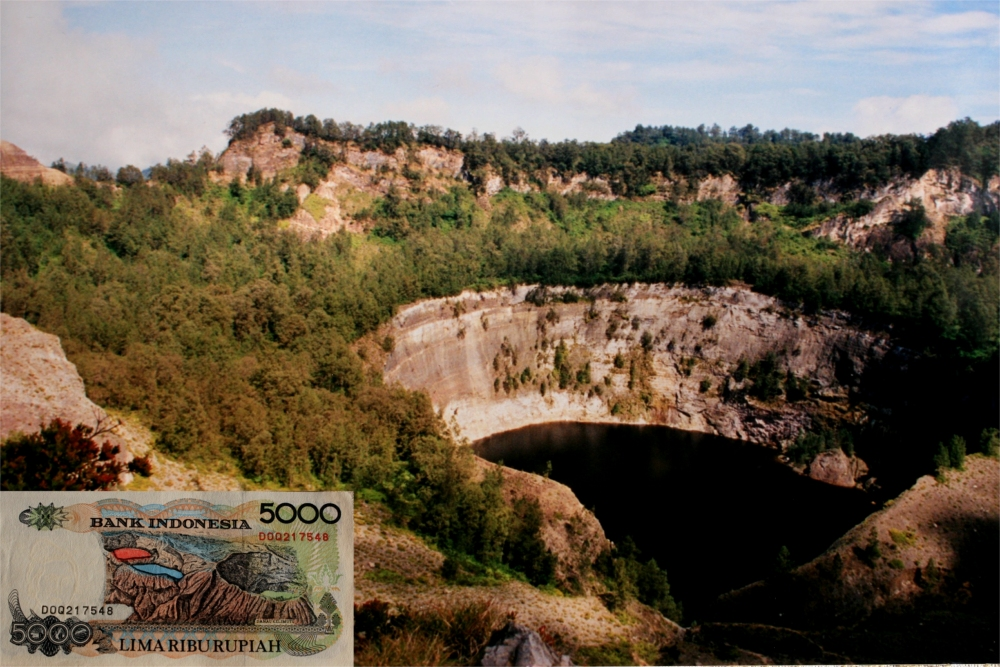
Tiwu Ata Bupu (بحيرة كبار السن)

## روابط خارجية
- Volume 28, No. 3, pp. 137-306 of the Geochemical Journal is a special issue of the journal dedicated to Volcanic lakes.